# Лі Мак-Рей
Лі Мак-Рей (англ. Lee McRae; нар. 23 січня 1966) — американський легкоатлет, який спеціалізувався в бігу на короткі дистанції.

## Спортивні досягнення
Чемпіон світу з естафетного бігу 4×100 метрів (1987). Фіналіст (6-е місце) змагань з бігу на 100 метрів на чемпіонаті світу (1987).
Чемпіон світу в приміщенні з бігу на 60 метрів (1987).
Чемпіон Панамериканських ігор з бігу на 100 метрів та з естафетного бігу 4×100 метрів (1987).
Чемпіон Універсіади з бігу на 100 метрів та з естафетного бігу 4×100 метрів (1987).
Чемпіон США в приміщенні з бігу на 60 ярдів (1986) та 55 метрів (1987).
Ексрекордсмен світу в приміщенні з бігу на 60 метрів — 6,50 (1987).